# Gia đình

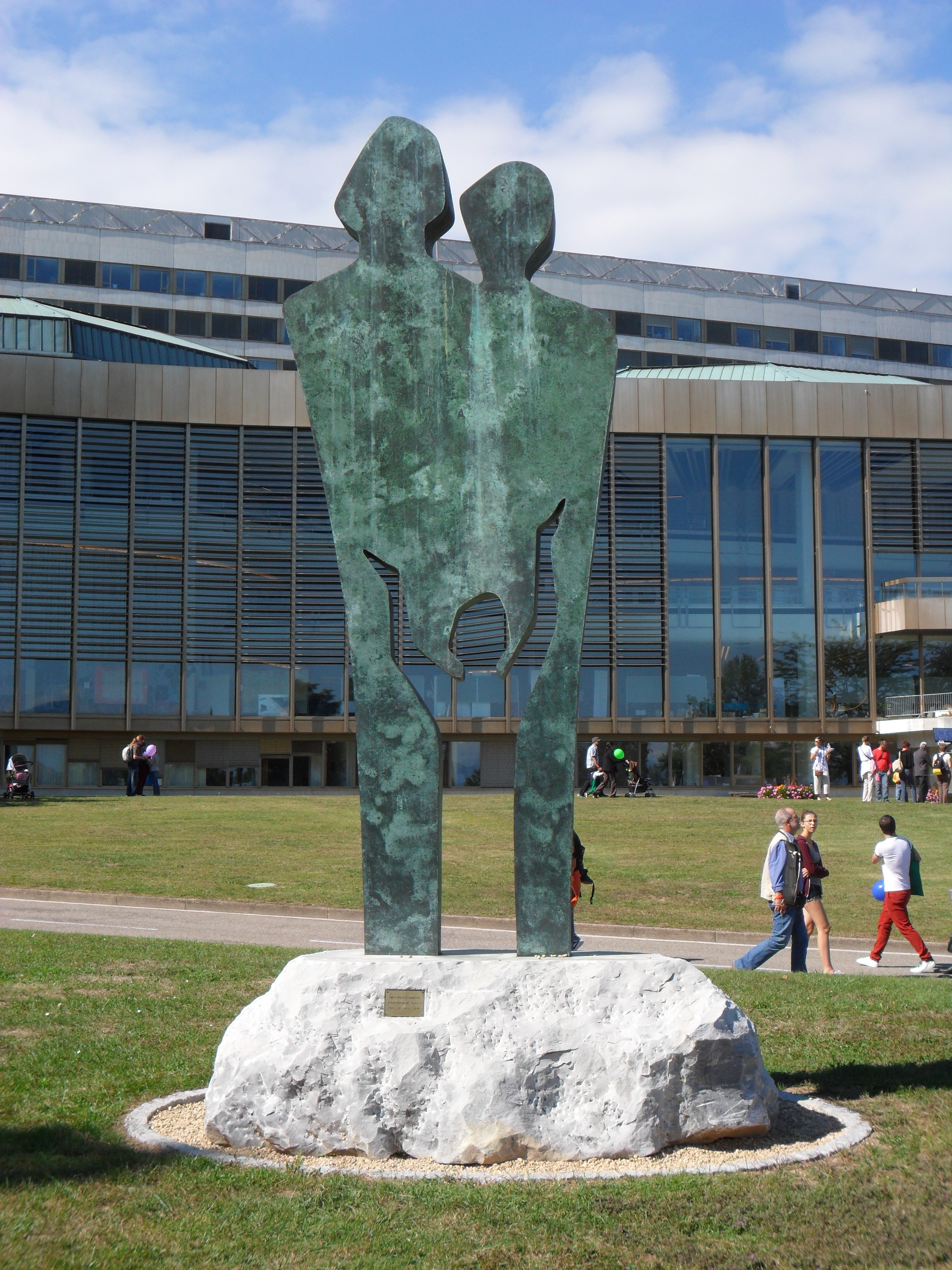
Bức tượng Family (Gia đình) trong khuôn viên của Palais des Nations ở Thụy Sĩ

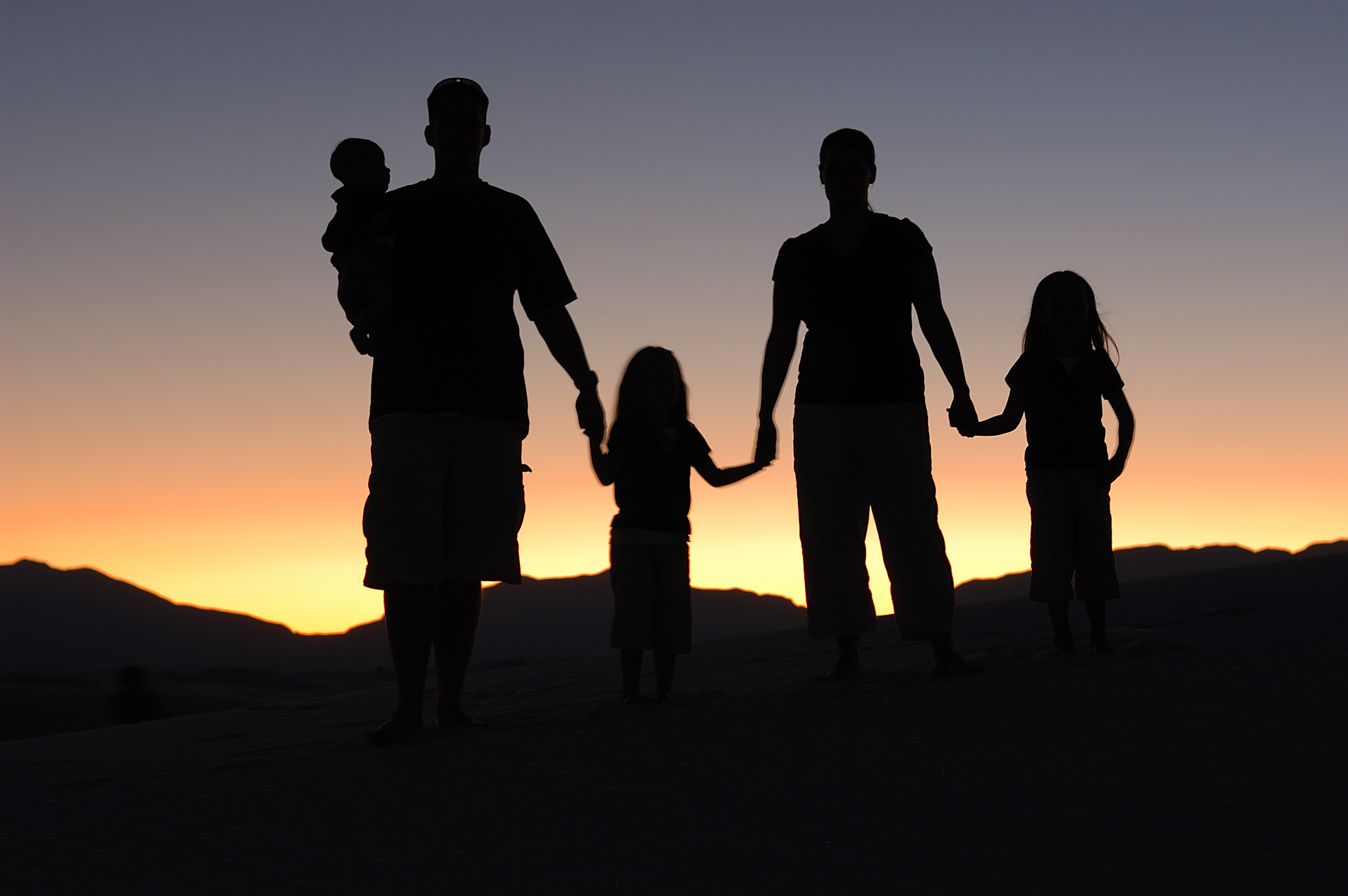
Một gia đình gồm cha, mẹ và ba con

Gia đình hay nhà là một cộng đồng người sống chung và gắn bó với nhau bởi các mối quan hệ tình cảm, quan hệ hôn nhân, quan hệ huyết thống, quan hệ nuôi dưỡng và/hoặc quan hệ giáo dục. Gia đình có lịch sử từ rất sớm và đã trải qua một quá trình phát triển lâu dài. Thực tế, gia đình có những ảnh hưởng và tác động mạnh mẽ đến xã hội. Gia đình được cho là tế bào của xã hội. Nó tạo thành nền tảng cho trật tự xã hội. Về mặt lý tưởng, gia đình cung cấp tính dự đoán được, tính cấu trúc và sự an toàn khi các thành viên trưởng thành và học cách tham gia vào cộng đồng. Về mặt lịch sử, hầu hết các xã hội loài người đều coi gia đình mang mục đích cơ bản là sự gắn bó, nuôi dưỡng và hòa nhập xã hội.

## Khái niệm
Ngay từ thời nguyên thủy cho tới hiện nay, không phụ thuộc vào cách kiếm sống, gia đình luôn tồn tại và là nơi để đáp ứng những nhu cầu cơ bản cho các thành viên trong gia đình. Song để đưa ra được một cách xác định phù hợp với khái niệm gia đình, một số nhà nghiên cứu xã hội học đã đưa ra sự so sánh giữa gia đình loài người với cuộc sống lứa đôi của động vật, gia đình loài người luôn luôn bị ràng buộc theo các điều kiện văn hóa xã hội của đời sống gia đình ở con người. Gia đình ở loài người luôn bị ràng buộc bởi các quy định, các chuẩn mực giá trị, sự kiểm tra và sự tác động của xã hội; vì thế theo các nhà xã hội học, thuật ngữ gia đình chỉ nên dùng để nói về gia đình loài người.
Thực tế, gia đình là một khái niệm phức hợp bao gồm các yếu tố sinh học, tâm lý, văn hóa, kinh tế... khiến nó không giống với bất kỳ một nhóm xã hội nào. Từ mỗi một góc độ nghiên cứu hay mỗi một khoa học khi xem xét về gia đình đều có thể đưa ra một khái niệm gia đình cụ thể, phù hợp với nội dung nghiên cứu phù hợp và chỉ có như vậy mới có cách tiếp cận phù hợp đến với gia đình.
Đối với xã hội học, gia đình thuộc về phạm trù cộng đồng xã hội. Vì vậy, có thể xem xét gia đình như một nhóm xã hội nhỏ, đồng thời như một thiết chế xã hội mà có vai trò đặc biệt quan trọng trong quá trình xã hội hóa con người. Gia đình là một thiết chế xã hội đặc thù, một nhóm xã hội nhỏ mà các thành viên của nó gắn bó với nhau bởi quan hệ hôn nhân, quan hệ huyết thống hoặc quan hệ con nuôi, bởi tính cộng đồng về sinh hoạt, trách nhiệm đạo đức với nhau nhằm đáp ứng những nhu cầu riêng của mỗi thành viên cũng như để thực hiện tính tất yếu của xã hội về tái sản xuất con người.

## Phân loại

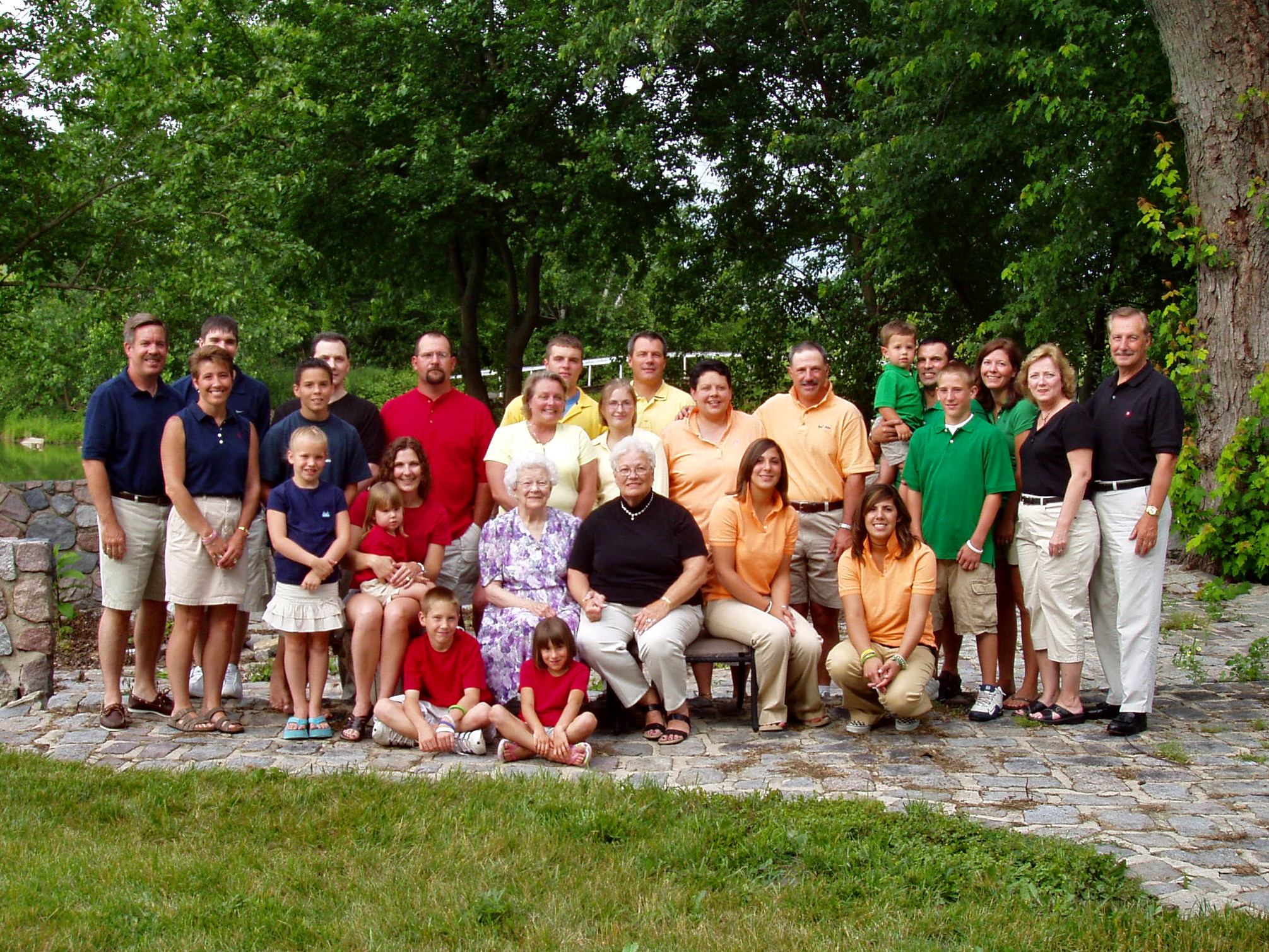
Một đại gia đình ở Hoa Kỳ

Có nhiều cơ sở để phân loại gia đình thành các loại khác nhau.
Xét về quy mô, gia đình có thể phân loại thành:
- Gia đình hai thế hệ (hay gia đình hạt nhân): là gia đình bao gồm cha mẹ và con.
- Gia đình ba thế hệ (hay gia đình truyền thống): là gia đình bao gồm ông bà, cha mẹ và con còn được gọi là tam đại đồng đường.[8]
- Gia đình bốn thế hệ trở lên: là gia đình nhiều hơn ba thế hệ. Gia đình bốn thế hệ còn gọi là tứ đại đồng đường.

Dưới khía cạnh xã hội học và về quy mô các thế hệ trong gia đình, cũng có thể phân chia gia đình thành hai loại: 
- Gia đình lớn (gia đình ba thế hệ hoặc gia đình mở rộng) thường được coi là gia đình truyền thống liên quan tới dạng gia đình trong quá khứ. Đó là một nhóm người ruột thịt của một vài thế hệ sống chung với nhau dưới một mái nhà, thường từ ba thệ hệ trở lên, tất nhiên trong phạm vi của nó còn có cả những người ruột thịt từ tuyến phụ. Dạng cổ điển của gia đình lớn là gia đình trưởng lớn, có đặc tính tổ chức chặt chẽ. Nó liên kết ít nhất là vài gia đình nhỏ và những người lẻ loi. Các thành viên trong gia đình được xếp đặt trật tự theo ý muốn của người lãnh đạo gia đình mà thường là người đàn ông cao tuổi nhất trong gia đình. Ngày nay, gia đình lớn thường gồm cặp vợ chồng, con cái của họ và bố mẹ của họ nữa. Trong gia đình này, quyền hành không ở trong tay của người lớn tuổi nhất.
- Gia đình nhỏ (gia đình hai thế hệ hoặc gia đình hạt nhân) là nhóm người thể hiện mối quan hệ của chồng và vợ với các con, hay cũng là mối quan hệ của một người vợ hoặc một người chồng với các con. Do vậy, cũng có thể có gia đình nhỏ đầy đủ và gia đình nhỏ không đầy đủ. Gia đình nhỏ đầy đủ là loại gia đình chứa trong nó đầy đủ các mối quan hệ (chồng, vợ, các con); ngược lại, gia đình nhỏ không đầy đủ là loại gia đình trong nó không đầy đủ các mối quan hệ đó, nghĩa là trong đó chỉ tồn tại quan hệ của chỉ người vợ với người chồng hoặc chỉ của người cha hoặc người mẹ với các con. Gia đình nhỏ là dạng gia đình đặc biệt quan trọng trong đời sống gia đình. Nó là kiểu gia đình của tương lai và ngày càng phổ biến trong xã hội hiện đại và công nghiệp phát triển.

## Kế hoạch hóa gia đình
Ở các nước đang phát triển, vì tỉ lệ sinh cao làm dân số tăng cao, chính phủ thực hiện các chính sách để người dân giảm số con trong gia đình. Ở Trung Quốc, chính sách một con làm giảm đáng kể tốc độ tăng dân số của nước này. Ở Việt Nam, chính quyền khuyến khích mỗi gia đình chỉ nên có một đến hai con. Trong khi đó, ở nhiều nước phát triển như nhiều nước Âu châu và Hàn Quốc, Nhật Bản, chính phủ có biện pháp khuyến khích gia đình có thêm con nhằm tránh giảm dân số.
Mặc dù đã có những chính sách nhất định về Kế hoạch hóa sinh con, nhưng nhiều hộ gia đình vẫn có tâm lý khác nhau: 

- Một mặt do gia đình có điều kiện, sinh cho vui cửa vui nhà 

- Mặt khác do sinh con 1 bề & muốn có người nối dõi

## Xã hội
Một trong những chức năng cơ bản của gia đình bao gồm việc cung cấp một khuôn khổ cho việc hình thành và sản sinh ra con người về mặt sinh học và xã hội. Điều này có thể xảy ra thông qua việc chia sẻ nền tảng vật chất (như thực phẩm); việc cho và nhận sự chăm sóc và nuôi dưỡng (nuôi dưỡng bởi quan hệ họ hàng); quyền và nghĩa vụ pháp lý; cũng như các mối quan hệ đạo đức và tình cảm. Do đó, trải nghiệm của một người về gia đình thay đổi theo thời gian.
Có nhiều quan điểm khác nhau về thuật ngữ "gia đình", theo quan điểm của trẻ em, gia đình là một "gia đình của sự định hướng": gia đình phục vụ cho việc định vị trẻ em về mặt xã hội và đóng vai trò chính trong việc giúp trẻ về tiếp thu văn hóa và quá trình xã hội hóa. Theo quan điểm của cha mẹ, gia đình là một "gia đình của sự sinh sản", mục tiêu là sinh ra trẻ, giúp trẻ về tiếp thu văn hóa và quá trình xã hội hóa. Tuy nhiên, sinh ra con cái không phải là chức năng duy nhất của gia đình; trong các xã hội có sự phân công lao động theo giới tính, hôn nhân và hệ quả là mối quan hệ giữa hai người, là cần thiết để hình thành một hộ gia đình có năng suất kinh tế.